# Siegfried Palm
Pour les articles homonymes, voir Palm.
Siegfried Palm (né le 25 avril 1927 à Barmen, aujourd'hui partie de Wuppertal et mort le 6 juin 2005 à Frechen) est un violoncelliste allemand et un des plus grands acteurs de la musique contemporaine.
Siegfried Palm a occupé de 1976 à 1980 la fonction d'intendant général du Deutsche Oper Berlin, et fut de 1982 à 1988 président de la Société internationale pour la musique contemporaine (SIMC), et présida par la suite la Société allemande de musique nouvelle.

## Prix et distinctions
- Grand prix du disque international, 1972 et 1975[2]
- « Fournier Award of Distinction », Manchester
- « Chevalier du violoncelle », université de l'Indiana à Bloomington, États-Unis

## Décorations
- Commandeur de l'ordre du Mérite de la République fédérale d'Allemagne
- Récipiendaire de l'ordre du Mérite de la Rhénanie-du-Nord-Westphalie (1989)
- Officier de l'ordre des Arts et des Lettres
- Chevalier de l'ordre national du Mérite